# I Can't Read
I Can't Read è un brano musicale composto da David Bowie e Reeves Gabrels per i Tin Machine, inserito nell'album di debutto della band pubblicato nel 1989.

## Il brano
Nel 1997 Bowie incise una nuova versione della canzone per la colonna sonora del film Tempesta di ghiaccio. Questa versione fu pubblicata su singolo in Germania e Scandinavia dalla Velvel Records nel dicembre 1997. Nel gennaio 1998 uscì anche in Australia su etichetta Shock Records dietro licenza esclusiva della Velvel Records. Il singolo raggiunse la posizione numero 73 in Gran Bretagna, restando in classifica per tre settimane.

## Tracce singolo
CD - Velvel / ZYX 8757-8 (Germania)
1. I Can't Read (Short Version) (Bowie, Gabrels) – 4:40
2. I Can't Read (Long Version) (Bowie, Gabrels) – 5:30
3. This Is Not America (Bowie, Metheny) – 3:48

## Esecuzioni dal vivo
- Una versione dal vivo fu registrata nel 1989 e venne pubblicata su singolo 12" e in CD come lato B di Tin Machine
- Un'altra versione live registrata durante il Tin Machine Tour del 1991 fu pubblicata sull'album live Tin Machine Live: Oy Vey, Baby nel 1992.
- La versione acustica del singolo del 1997 venne eseguita da Bowie e Reeves Gabrels per la trasmissione radiofonica WRXT in Canada il 16 ottobre 1997.

## Cover
- Tim Bowness & Samuel Smiles - Diamond Gods: Interpretations of Bowie (2001)